# Disclisioprocta impauperata
Disclisioprocta impauperata är en fjärilsart som beskrevs av Walker 1862. Disclisioprocta impauperata ingår i släktet Disclisioprocta och familjen mätare. Inga underarter finns listade i Catalogue of Life.